# Душан Мишковић
Душан Мишковић (Алексинац, 29. октобар 1915 – Београд, 1993) био је српски сликар.

## Биографија
Уметничку школу похађао је у Београду од 1935. до 1939. године код професора Бете Вукановић, Љубе Ивановића, Ивана Радовића и Николе Бешевића. После Другог светског рата живео је у Нишу где је био један од оснивача и предавач Школе примењених уметности. Прву самосталну изложбу имао је 1947. године у Дому културе у Сокобања.

### Изложбе
- 1947 - Дом културе Сокобања
- 1954 - Дом културе Алексинац
- 1954 - Алексинац , Алексиначки Рудник
- 1955 - Клуб ССРЊ Вождовац
- 1957 - Галерија УЛУС Београд
- 1958 - Галерија Наш дом Београд
- 1959  - Галерија УЛУС Београд
- 1959 - Галерија Земун Земун
- 1965, 1971, 1972, 1973 - Галерија УЛУС Београд
- 1975 Галерија Дома ваздухопловства Земун
- 1977 Галерија Абрашевић Смедеревска Паланка
- 1978 Народни музеј Смедеревска Паланка
- 1978 Културни центар Београд
- 1996 Народни музеј у Смедеревској Паланци[2] (постхумна изложба)

Награђен је 1969. године Златном медаљом за сликарство града Фиренце, као и писменом похвалом Првог бијенала акварела у Пистоји.